# Liste der Biografien/Verb
Liste der Biografien |
Portal Biografien |
Personensuche
# |
A |
B |
C |
D |
E |
F |
G |
H |
I |
J |
K |
L |
M |
N |
O |
P |
Q |
R |
S |
T |
U |
V |
W |
X |
Y |
Z |
?
 
Va |
Vd |
Ve |
Vh |
Vi |
Vj |
Vl |
Vn |
Vo |
Vr |
Vs |
Vt |
Vu |
Vy
 
Vea |
Veb |
Vec |
Ved |
Vee |
Veg |
Veh |
Vei |
Vej |
Vek |
Vel |
Vem |
Ven |
Veo |
Veq |
Ver |
Ves |
Vet |
Veu |
Vev |
Vex |
Vey |
Vez
 
Vera |
Verb |
Verc |
Verd |
Vere |
Verf |
Verg |
Verh |
Veri |
Verj |
Verk |
Verl |
Verm |
Vern |
Vero |
Verp |
Verq |
Verr |
Vers |
Vert |
Veru |
Verv |
Verw |
Very |
Verz
Die Liste der Biografien führt alle Personen auf, die in der deutschsprachigen Wikipedia einen Artikel haben. Dieses ist eine Teilliste mit 98 Einträgen von Personen, deren Namen mit den Buchstaben „Verb“ beginnt.

## Verb

### Verba
- Verba, Sidney (1932–2019), US-amerikanischer Politologe
- Verba, Vaidotas (* 1966), litauischer Verwaltungsjurist und Diplomat
- Verbaan, Georgina (* 1979), niederländische Sängerin, Fernsehmoderatorin und Schauspielerin
- Verbaandert, Tim (* 2000), niederländischer Leichtathlet
- Verbakel, Ellis (* 1974), niederländische Hockeyspielerin
- Verbauwhede, Ingrid, belgische Elektrotechnikerin und Informatikerin

### Verbe
- Verbeck, Franz Bernardin (1686–1756), Franziskaner und Weihbischof im Bistum Münster
- Verbeck, Guido (1830–1898), niederländischer Ingenieur, evangelischer Missionar und Lehrer, der einen großen Einfluss auf Japan in der frühen Meiji-Zeit ausgeübt hatte
- Verbecke, Jules (1879–1942), französischer Schwimmer und Wasserballspieler
- Verbeeck, Bob (* 1960), belgischer Mittel- und Langstreckenläufer
- Verbeeck, Frans († 1570), flämischer Maler
- Verbeeck, Frans (* 1941), belgischer Radrennfahrer
- Verbeeck, Frans Ludo (1926–2000), belgischer Komponist und Dirigent
- Verbeeck, Yvonne (1913–2012), belgische Sängerin, Schauspielerin und Komödiantin
- Verbeek, Albert (1909–1984), deutscher Kunsthistoriker und Denkmalpfleger
- Verbeek, Brian (* 1966), kanadischer Eishockeyspieler
- Verbeek, Danny (* 1990), niederländischer Fußballspieler
- Verbeek, Egbert (* 1953), deutscher Maler, Grafiker und Bildhauer
- Verbeek, Ellen (* 1958), niederländische Journalistin, Chefredakteurin der Zeitschrift „Yoga Journal“
- Verbeek, Gertjan (* 1962), niederländischer Fußballspieler und -trainer
- Verbeek, Gustave (1867–1937), japanisch-niederländischer Zeitungsillustrator
- Verbeek, Hans (1873–1954), deutscher Architekt, Stadtplaner, Denkmalpfleger und Baubeamter
- Verbeek, Hans (1917–1966), deutscher Jurist, Verwaltungsbeamter und Politiker (CDU), MdB
- Verbeek, Hans (1935–2021), deutscher Chemiker und Manager
- Verbeek, Herman (1936–2013), niederländischer Politiker (PPR), MdEP und katholischer Priester
- Verbeek, Koos (1928–2011), niederländischer Fußballspieler
- Verbeek, Leen (* 1954), niederländischer Politiker
- Verbeek, Lotte (* 1982), niederländische SchauspielerinLotte Verbeek (* 1982)

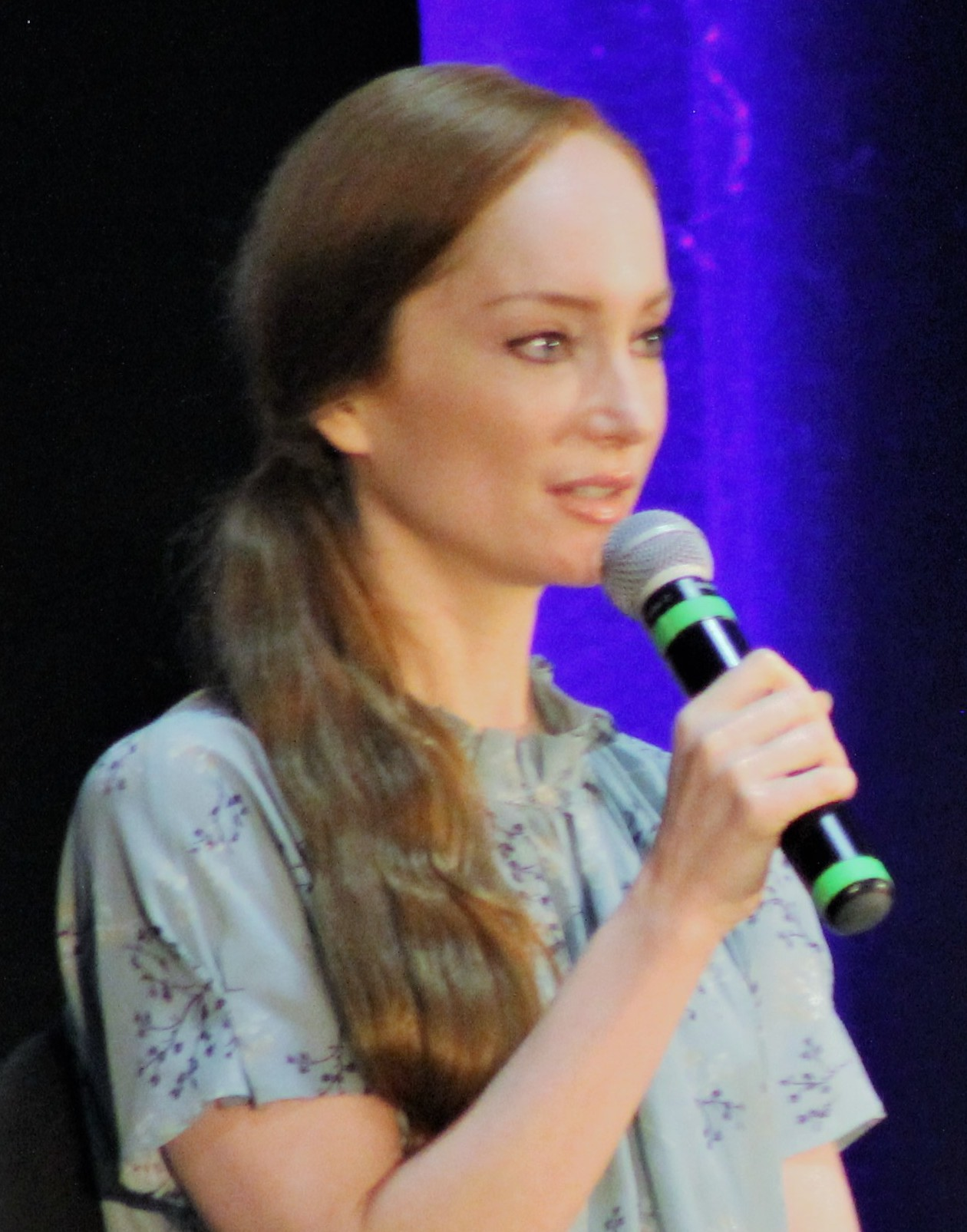
Lotte Verbeek (* 1982)

- Verbeek, Ludwig (1938–2020), deutscher Dichter, Schriftsteller und Übersetzer
- Verbeek, Pat (* 1964), kanadischer Eishockeyspieler, -funktionär und -scout
- Verbeek, Paul (1925–2019), deutscher Diplomat
- Verbeek, Pim (1956–2019), niederländischer Fußballspieler und -trainer
- Verbeek, Rogier (1845–1926), niederländischer Geologe und Paläontologe
- Verbeek, Sem (* 1994), niederländischer TennisspielerSem Verbeek (* 1994)

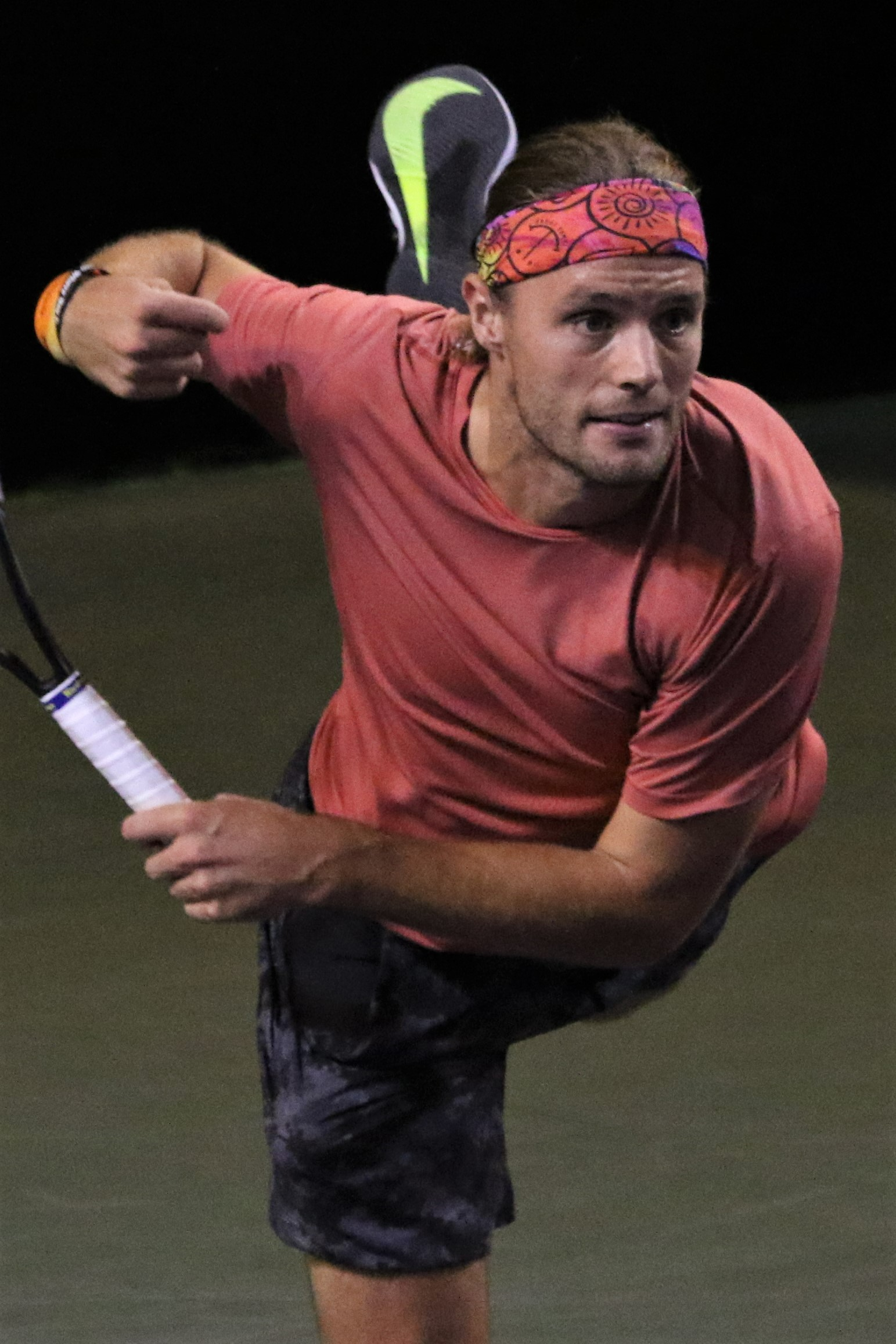
Sem Verbeek (* 1994)

- Verbeek, Tonya (* 1977), kanadische Ringerin
- Verbeet, Gerdi (* 1951), niederländische Politikerin
- Verbeet, Markus (* 1974), deutscher Journalist und Jurist
- Verbeet, Willem (1801–1887), niederländischer Obst- und Blumenstilllebenmaler
- Verbeke, Annelies (* 1976), flämische Schriftstellerin
- Verbeke, Gerard (1910–2001), belgischer Priester, Philosophiehistoriker und Hochschullehrer
- Verbeke, Grace (* 1984), belgische Radrennfahrerin
- Verbeke, Harry (1922–2004), niederländischer Jazz-Saxophonist (Tenor)
- Verbeke, Johan (* 1951), belgischer Diplomat
- Verbeke, Kristel (* 1975), belgische Sängerin und Schauspielerin
- Verbeke, Natalia (* 1975), spanische Schauspielerin argentinischer Abstammung
- Verbeke, Siegfried (* 1941), belgischer Rechtsextremist und Holocaustleugner
- Verbeke, Tom (* 1997), belgischer Skirennläufer
- Verbeken, Peter (* 1966), belgischer Radrennfahrer
- Verbelen, Robert Jan (1911–1990), belgisch-österreichischer Kommandant der 27. SS-Freiwilligen-Grenadier-Division „Langemarck“
- Verberckt, Jacques (1704–1771), flämischer Bildhauer, Kunsttischler, Stuckateur und Ornamentkünstler
- Verberger, Jiří (1913–1973), tschechischer Jazzpianist, Sänger, Arrangeur und Komponist
- Verberne, Jochem (* 1978), niederländischer Ruderer
- Verbeuren, Dirk (* 1975), belgischer Schlagzeuger

### Verbi
- Verbič, Benjamin (* 1993), slowenischer Fußballspieler
- Verbič, Silva (* 2002), slowenische Nordische Kombiniererin und Skispringerin
- Verbiest, Ferdinand (1623–1688), China-Missionar und Astronom
- Verbiest, Rony (1956–2024), belgischer Jazzmusiker (Akkordeon, Saxophon)
- Verbij, Kai (* 1994), niederländischer Eisschnellläufer
- Verbinski, Gore (* 1964), US-amerikanischer RegisseurGore Verbinski (* 1964)

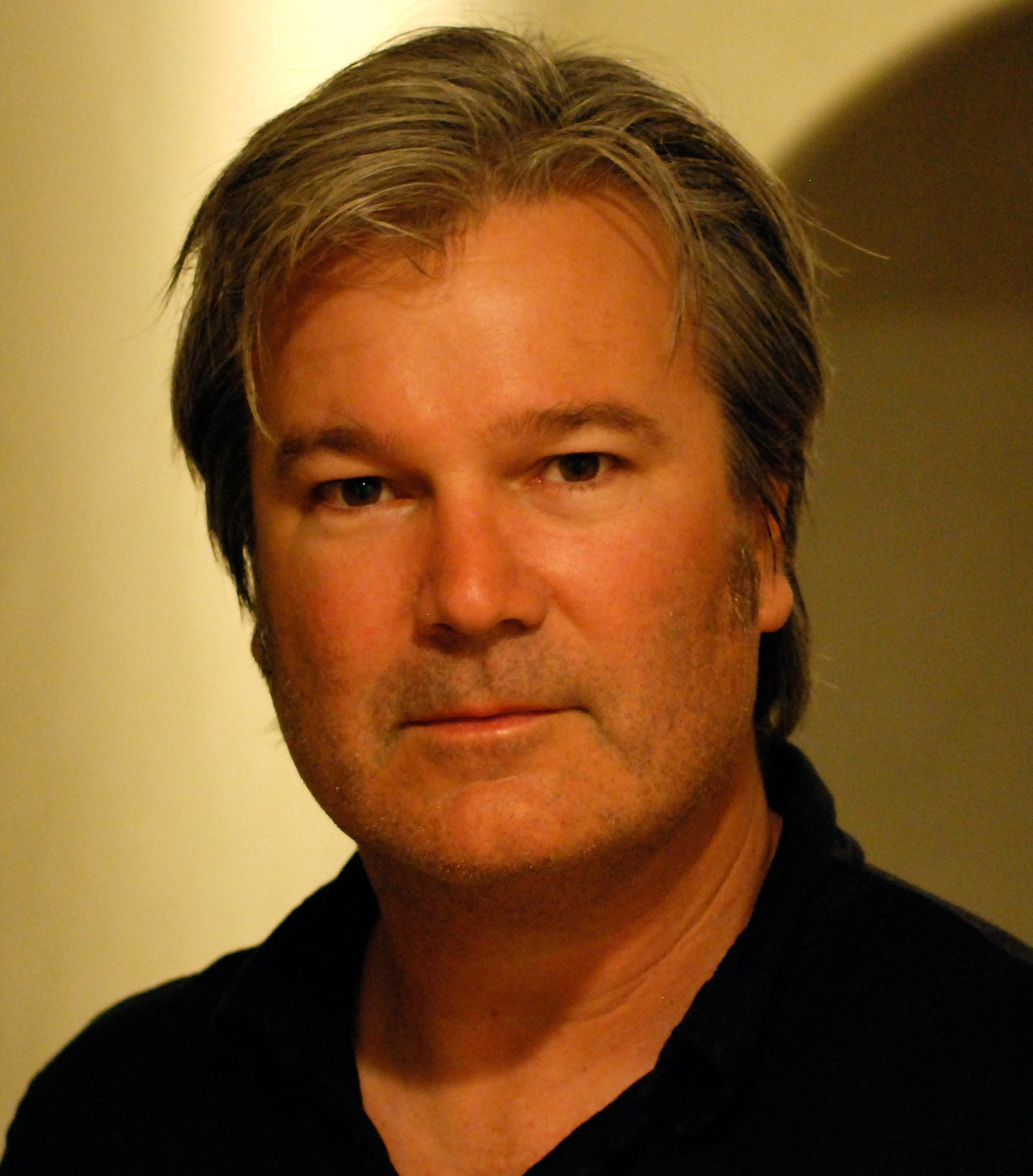
Gore Verbinski (* 1964)

- Verbíř, Pavel (* 1972), tschechischer Fußballspieler
- Verbist, Evert (* 1984), belgischer Radrennfahrer
- Verbist, Karel (1883–1909), belgischer Bahnradrennfahrer
- Verbist, Théophile (1823–1868), belgischer römisch-katholischer Geistlicher, Ordensgründer und Missionar in China
- Verbitsky, Bernardo (1907–1979), argentinischer Journalist und Schriftsteller
- Verbitsky, Horacio (* 1942), argentinischer Journalist und Buchautor

### Verbn
- Verbnjak, Heinz (* 1973), österreichischer Skibergsteiger und Radsportler
- Verbnjak, Paul (* 2001), österreichischer Skibergsteiger

### Verbo
- Verboeckhoven, Eugène (1798–1881), belgischer Maler
- Verbong, Ben (* 1949), niederländischer RegisseurBen Verbong (* 1949)

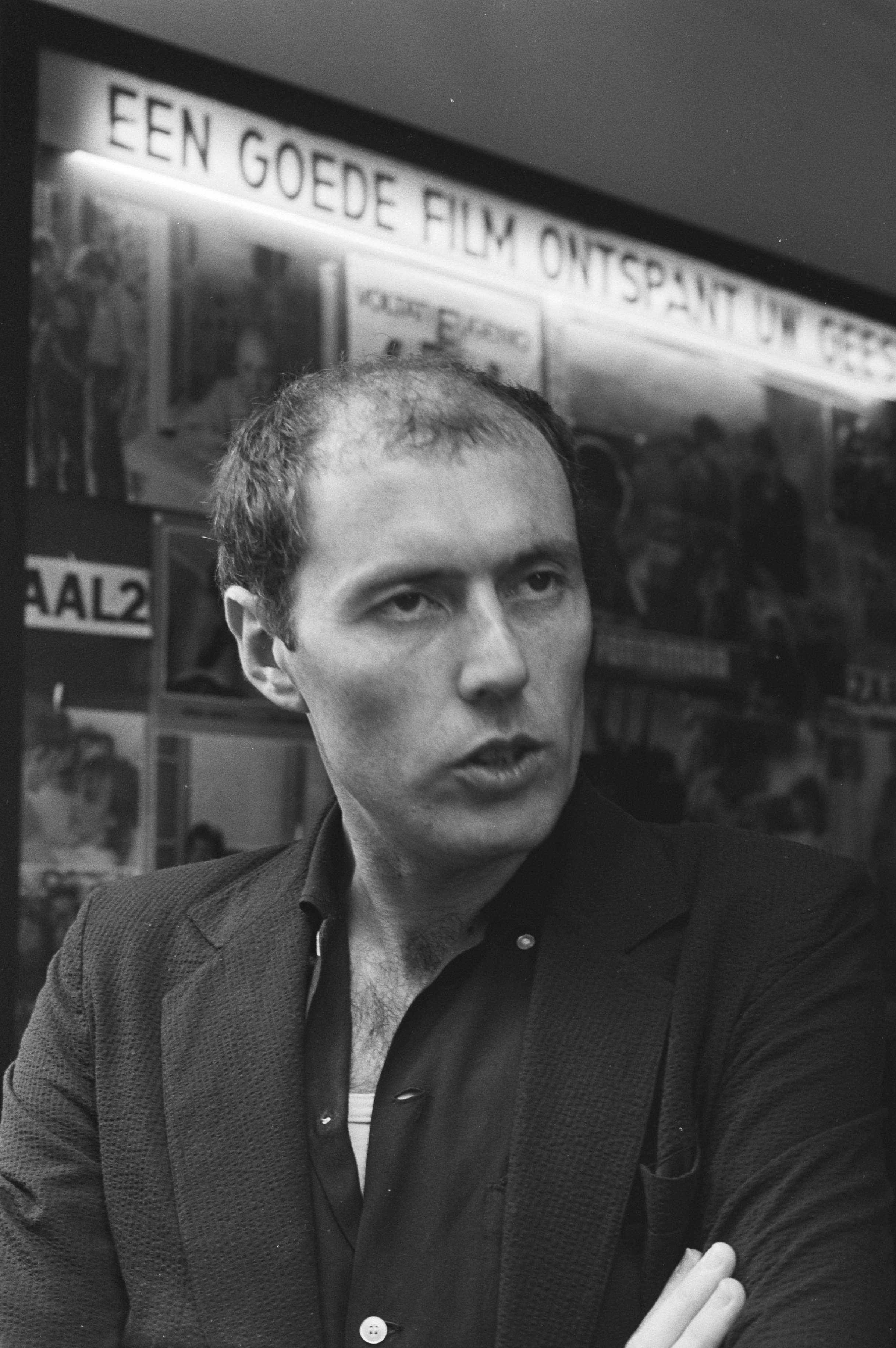
Ben Verbong (* 1949)

- Verboom, Adriaen Hendriksz († 1673), niederländischer Maler und Radierer des Barock
- Verboven, François, belgischer Turner
- Verboven, Jean, belgischer Turner
- Verboven, Leopold (* 1953), belgischer Radrennfahrer
- Verbovsek, Alexandra, deutsche Ägyptologin

### Verbr
- Verbraeken, Amber (* 2002), niederländische Handballspielerin
- Verbraeken, Carl (* 1950), belgischer Komponist, Pianist und Musikpädagoge
- Verbraeken, René (1927–2009), norwegischer Maler und Romanist
- Verbrugge, Cyrille (1866–1929), belgischer Fechter
- Verbrugge, Otto (1671–1745), niederländischer Lehrer, Philosoph und Philologe
- Verbruggen, Adriana († 1791), niederländische Blumen- und Früchtemalerin
- Verbruggen, Bart (* 2002), niederländischer Fußballspieler
- Verbruggen, Gaspar Peeter der Ältere († 1681), flämischer Maler
- Verbruggen, Gaspar Peeter der Jüngere, flämischer Stilllebenmaler
- Verbruggen, Hanne (* 1993), belgische Leichtathletin
- Verbruggen, Hein (1941–2017), niederländischer Sportfunktionär
- Verbruggen, Hendrik Frans (1654–1724), flämischer Bildhauer und Zeichner
- Verbruggen, Marion (* 1950), niederländische Blockflötistin
- Verbruggen, Pieter (1615–1686), flämischer Bildhauer des Barock
- Verbruggen, Pieter der Jüngere (1648–1691), flämischer Bildhauer, Zeichner, Radierer und Steinhändler
- Verbruggen, Teun (* 1975), belgischer Jazzmusiker (Schlagzeug)
- Verbrugghe, Rik (* 1974), belgischer Radsportler
- Verbrugghen, Henri (1873–1934), belgischer Dirigent, Geiger und Musikpädagoge

### Verbu
- Verburg, David (* 1991), US-amerikanischer Sprinter
- Verburg, Frederik (* 1980), niederländischer Arzt, Facharzt für Nuklearmedizin
- Verburg, Gerda (* 1957), niederländische Gewerkschafterin und Politikerin (CDA)
- Verburg, Nicolaas († 1676), Gouverneur von Niederländisch-Formosa
- Verbustel, Edmond, belgischer Eiskunstläufer

### Verby
- Verbyla, Vincentas (1918–2017), litauischer Forstwissenschaftler und sowjetischer Politiker